# アルフレッド・タイソー

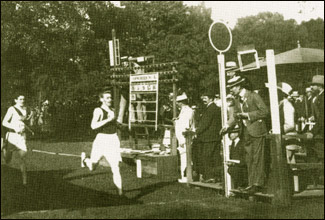
1900年パリオリンピックの男子800m、先頭でフィニッシュしたタイソー

アルフレッド・タイソー (Alfred Ernest Tysoe、1874年3月21日- 1901年10月26日)は、イギリス・ランカシャー出身の陸上競技選手。1900年パリオリンピックの金メダリストである。

## 経歴
タイソーは、農場で働きながら、陸上のクラブで練習を重ねていた。1896年に地元の競技会で1000ヤード走と1マイルに出場し優勝を飾る。彼は、その活躍を見た別のクラブチームから移籍するよう説得され、1897年にクラブを移籍した。タイソーは、移籍して1年たたないうちに、AAA選手権の1マイルと10マイルを制し、クラブを英国のクロスカントリー選手権で優勝させるまでになる。
タイソーは、1900年パリオリンピックに出場する。ほんの2週間前に800ヤード(約732m)で1分57秒8の世界記録を樹立していたタイソーは、800mの優勝候補と目されていた。オリンピックの決勝では、アメリカのジョン・クリーガンに約3ヤードの差をつけ余裕の勝利を飾る。さらにタイソーは5000m団体にも出場し、イギリスの金メダル獲得に貢献した。
しかし、パリオリンピックがタイソーにとって最後のシーズンとなる。1901年に彼は、胸膜炎に罹り、その年の10月にわずか27歳でこの世を去ることとなった。